# Vallée Hamilton
La Vallée Hamilton (en anglais : Hamilton Valley) est une localité australienne située dans la zone d'administration locale d'Albury, dans la région de la Riverina, en Nouvelle-Galles du Sud. La population s'élevait à 834 habitants en 2021.
Le village est situé au nord-ouest de l'agglomération d'Albury, au sud de Table Top/Ettamogah, au nord de Glenroy, à l'est de Splitters Creek et à l'ouest de Lavington.